# Blekinge tingsrätt
Blekinge tingsrätt är tingsrätten i Blekinge län. Blekinge tingsrätts domkrets omfattar samtliga kommuner i länet, det vill säga Karlshamn, Karlskrona, Olofström, Ronneby och Sölvesborg med drygt 150 000 invånare. Tingsrätten med dess domkrets ingår i domkretsen för Hovrätten över Skåne och Blekinge.  Tingsrätten har kanslier i Karlskrona och Karlshamn

## Administrativ historik
Den 1 juli 2001 bildades denna tingsrätt och domkrets (domsaga) genom en sammanslagning av Karlshamns tingsrätt och domsaga med kommunen Karlshamn, Karlskrona tingsrätt och domsaga med kommunen Karlskrona, Ronneby tingsrätt och domsaga med kommunen Ronneby och Sölvesborgs tingsrätt och domsaga med kommunerna Olofström och Sölvesborg.
Flera av dessa var tidigare några av Sveriges minsta domsagor i och med att det fanns fyra tingsrätter fördelade på de drygt 150 000 invånarna och fem kommunerna i Blekinge län.

## Lokaler
Tingsrättens lokaler i Karlskrona ligger i Karlskrona rådhus, som ligger vid Stortorget. I huset har tidigare funnits Karlskrona rådhusrätt samt Karlskrona tingsrätt

## Heraldiskt vapen
Blasonering: I blått fält en ek med tre kronor uppträdda på stammen, allt av guld, samt däröver en ginstam av guld belagd med en blå balansvåg. Skölden krönt med kunglig krona.
Vapnet fastställdes 2004 och utgörs av Blekinges vapen kombinerad med en balansvåg, som står för rättvisan.

## Lagmän
- 2001–2003: Peter Rosén
- 2003–2013: Pia Johansson
- 2013–2016: Laila Kirppu
- 2016–: Dan Sjåstad